# 平蛮校尉
平蛮校尉，南北朝时官名。
南朝齐齐武帝永明三年（485年）置平蛮校尉，隶属于益州，主管益州少数民族事务。与镇蛮校尉、护西戎校尉、护羌校尉合称四校尉。亦授予依附其政权的少数民族首领。